# Новогородка
Новогородка — село в Иланском районе Красноярского края. Административный центр Новогородского сельсовета.

## География
Село находится в восточной части края, в пределах Канско-Рыбинской котловины, при автодороге 04Н-404, на расстоянии приблизительно 22 км (по прямой) к северо-северо-востоку (NNE) от Иланского, административного центра района. Абсолютная высота — 301 м над уровнем моря.
Климат
Климат характеризуется как резко континентальный, с продолжительной морозной зимой и коротким тёплым летом. Абсолютный максимум температуры воздуха составляет 38 °C; абсолютный минимум — −53 °C. Продолжительность безморозного периода составляет в среднем 95 дней. Среднегодовое количество атмосферных осадков составляет 422 мм, из которых большая часть выпадает в тёплый период (максимально в июле -августе).

## История
Основано в 1900 году. По данным 1926 года в деревне Ново-Городок (Горевская) имелось 46 хозяйств и проживало 266 человек (130 мужчин и 136 женщин). В национальном составе населения преобладали белорусы. В административном отношении являлась центром Ново-Городковского сельсовета Устьянского района Канского округа Сибирского края.

## Население
| 2010 | 2014 |
| ---- | ---- |
| 600  | ↘588 |

Половой состав
По данным Всероссийской переписи населения 2010 года, в гендерной структуре населения мужчины составляли 51,3 %, женщины — соответственно 48,7 %.
Национальный состав
Согласно результатам переписи 2002 года, в национальной структуре населения русские составляли 96 % из 648 чел.

## Известные уроженцы
- Усс, Александр Викторович (род. 1954) — российский государственный и политический деятель.